# 돈 겟 아웃!
《돈 겟 아웃!》(Steig. Nicht. Aus!, Don't. Get. Out!)은 독일에서 제작된 크리스티앙 알바트 감독의 2018년 스릴러 영화이다. 보탄 빌케 모링 등이 주연으로 출연하였다.

## 출연

### 주연
- 보탄 빌케 모링
- 노라 허츠

## 제작
돈 겟 아웃!은 스페인의 스릴러 영화 레트리뷰션: 응징의 날의 리메이크 작품이다. 2017년 3월 22일부터 2017년 5월 6일까지 약 7주 간 베를린에서 촬영되었다.